# Jelena Wladimirowna Prochorowa
Jelena Wladimirowna Prochorowa (russisch Елена Владимировна Прохорова, wiss. Transliteration Elena Vladimirovna Prochorova; * 16. April 1978 in Kemerowo) ist eine russische Siebenkämpferin.
Ihre Bestleistung von 6765 Punkten stammt aus dem Juli 2000. Im September bei den Olympischen Spielen 2000 in Sydney holte sie mit 6531 Punkten Silber hinter Denise Lewis (GBR) und vor Natallja Sasanowitsch (BLR).
2001 gewann sie bei den Hallenweltmeisterschaften in Lissabon im Fünfkampf Silber mit 4711 Punkten hinter Natallja Sasanowitsch. Im Sommer bei den Weltmeisterschaften in Edmonton gewann sie die Goldmedaille mit 6694 Punkten vor Sasanowitsch, die mit 6539 Punkten Silber gewann.
Bei den Halleneuropameisterschaften 2002 gewann sie den Fünfkampf mit 4622 Punkten. Bei den Weltmeisterschaften 2003 wurde sie mit 6452 Punkten Vierte.
Bei ihren zweiten Olympischen Spielen 2004 in Athen belegte sie Platz fünf (6289 Punkte).
Vom 4. Oktober 2005 bis zum 3. Oktober 2006 wurde sie durch den Weltleichtathletikverband IAAF wegen eines Dopingvergehens für Wettkämpfe gesperrt.
Jelena Prochorowa hat bei einer Größe von 1,73 m ein Wettkampfgewicht von 59 kg.